# Greyia flanaganii
Greyia flanaganii là một loài thực vật thuộc họ Melianthaceae. Đây là loài đặc hữu của Nam Phi.